# ارنست کرنک
ارنست هاینریش کِرِنِک (آلمانی: Ernst Krenek؛ چکی: Ernst Křenek؛ تلفظ چکی: [ˈkr̝ɛnɛk]؛ ۲۳ اوت ۱۹۰۰ – ۲۲ دسامبر ۱۹۹۱) یک آهنگساز، رهبر ارکستر و مدرس موسیقی اهل اتریش و ایالات متحده آمریکا و اصالتاً از مردمان چک بود.
ارنست کرنک از شاگردان «فرانتس شِره‌کر» بود و مطالعات مهمی در زمینهٔ آتونالیته و سایر سبک‌های موسیقی مدرن داشت و کتاب‌های فراوانی در زمینه موسیقی به نگارش درآورد. او دو اثرش را با نام مستعار «ثورنتون وینسلو» نوشته است.
وی برندهٔ جوایز گوناگونی از جمله نشان افتخار شایستگی جمهوری فدرال آلمان، نشان اتریش برای علم و هنر، «نشان گوته»، «جایزه هنر و ادبیات اتریش»، «جایزه بزرگ دولتی اتریش برای موسیقی» و «نشان لیاقت جمهوری فدارال آلمان» شده بود.